# Inari (jezero)
Inari (finsko Inarijärvi/Inarinjärvi, severnosamijsko Anárjávri, Predloga:Lang-smn, Predloga:Lang-sms, švedsko Enare träsk, norveško Enaresjøen) je največje jezero na Sápmiju (Laponska) in tretje največje na Finskem.
Jezero katerega so pred okoli 10.000 leti izkopali ledeniki leži v arktičnem krogu na severu  finske Laponske na nadmorski višini 117–119 m in je regulirana v elektrarni Kaitakoski v Rusiji. Obdobje zmrzovanja običajno traja od novembra do začetka junija.
Najbolj znana otoka v jezeru sta Hautuumaasaari ('Pokopališki otok'), ki je služil kot pokopališče starodavnih Samijev in Ukonkivi ('Ukkov kamen'), žrtveni kraj starih prebivalcev tega območja ter Mahlatti. Skupaj je več kot 3000 otokov. V jezeru Inari najdemo postrv, jezerskega lososa, arktičnega ogljena, belo ribo, lipana, ostriža in ščuko.
Površina jezera, ki se dokaj hitro zasipa je 1040 km², dolgo je do 80 km, široko pa do 50 km ter doseže največjo globino 92 do 94 m.  Glavni odtok vode iz jezera je reka Paatsjoki, ki teče proti severu preko Finske, Norveške in Rusije in se izliva v ustju Varangerfjorda, ki je zaliv Barentsovega morja.
Največje naselje poleg jezera je mesto Inari s 6739 prebivalci. Na jezerski obali ležijo še naselja Ivalo, Niskakoski, Partakko, in Veskonjemi.
Jezerska kotanja je tektonski jarek, ki ga omejujejo prelomi, aktivni v kenozoiku.
Ime jezera Inari najverjetneje izhaja iz predfinsko-ogrskega substratnega jezika.

## Zgodovina

### Nadaljevalna vojna
Med nadaljevalno vojno so bili Nemci odgovorni za severnofinsko fronto proti Sovjetski zvezi. Nemci so imeli dva cilja: zagotoviti zaloge petsamskega niklja, ki je pomemben za vojno industrijo, ter presekati murmansko železnico in zavzeti Murmansk. V ta namen je imela Luftwaffe ducat letališč na Laponskem in v severni Norveški, ki so jo zasedali Nemci. Vendar v Inariju ni bilo njive, primerne za ta namen. V prvi zimi vojne 1941–1942 je nacistična gradbena organizacija Organisation Todt s pomočjo vojnih ujetnikov zgradila letališče na ledu jezera Inari. Vzletno-pristajalna steza je bila zgrajena na ustju Juutuanvuono, kjer so bile zgrajene tudi potrebne vzdrževalne stavbe. Vendar pa je bilo ohranjanje čiste vzletno-pristajalne steze pred napihanim snegom tako težko, da po besedah lokalnih prebivalcev letališča naslednjo zimo niso več zgradili.

### Regulativni sporazum
Sporazum med Finsko, Norveško in Sovjetsko zvezo o ureditvi Inarija s pomočjo jezu elektrarne Kaitakoski je bil podpisan 29. aprila 1959. Vključeval je obveznost Sovjetske zveze, da sodeluje pri nadomestilu škode, ki jo je uredba povzročila ribjim staležem. 

### Odklon rakete leta 1984
Raketa Inarijärvi je bila sovjetska ciljna raketa, ki je 28. decembra 1984 strmoglavila v jezero in takrat pritegnila veliko medijske pozornosti.